# چشمیدر
 چشمیدر، روستایی است از توابع بخش مرکزی شهرستان سروآباد در استان کردستان ایران.

## موقعیت
روستای چشمیدر در فاصله ۱۴ کیلومتری جاده اصلی سنندج – مریوان و در دامنه کوه‌های کوه شاهو قرار گرفته‌است.

## جمعیت
این روستا در دهستان پایگلان قرار داشته و براساس سرشماری سال ۱۳۸۵جمعیت آن ۱٬۲۷۳ نفر (۳۰۸خانوار) بوده است.